# Dungtor

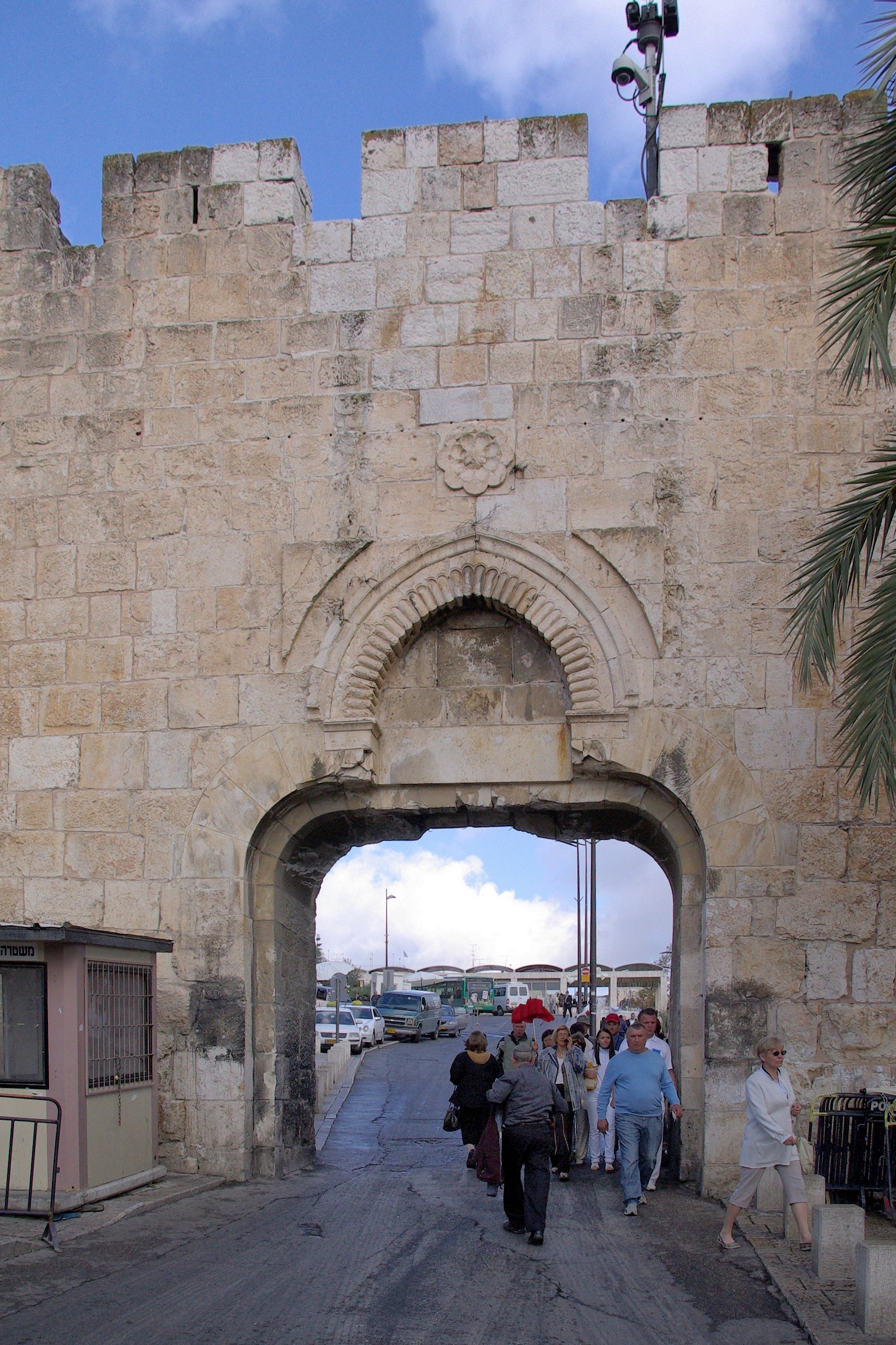
Dungtor 2008

Das Dungtor (auch Misttor, hebräisch שער האשפות Schaʿar haʾAschpot, „Abfalltor“; arabisch باب المغاربة, DMG Bāb al-Maġāriba ‚Tor der Maghrebiner‘) ist eines der acht Tore, die in die Jerusalemer Altstadt führen; es befindet sich unmittelbar südwestlich des Tempelbergs und ist heute ein Hauptzugang zur Klagemauer. 
In der Bibel (Neh 2,13  und öfter) wird ein Tor des perserzeitlichen Jerusalem hebräisch שער האשפות Schaʿar haʾAschpot  „Aschen-/Abfalltor“ genannt; in der antiken griechischen Bibelübersetzung heißt es „Misttor“ (altgriechisch πύλη τῆς κοπρίας pýlē tẽs koprías): „Und ich ritt durch das Tor Golela hinaus, zur Mündung der Quelle der Feigenbäume und zum Misttor, und ich stand erschüttert auf der Mauer Jerusalems, die man zerstört hatte und deren Tore vom Feuer verzehrt worden waren.“ Dieses Tor lag jedoch etwa 600 m weiter südlich als das heutige Dungtor.
Die Stadtmauer, die die Kaiserin Eudokia um das byzantinische Jerusalem ziehen ließ, verlief weiter südlich als die heutige Altstadtmauer, so dass der Bereich des heutigen Dungtors innerhalb der Stadtmauern lag. Der Pilger von Piacenza erwähnte im 6. Jahrhundert n. Chr. hier einen „Bogen, wo das alte Stadttor war,“ durch den man zum Siloah-Teich hinabstieg. Als die Stadtmauer in frühislamischer Zeit auf die Linie der heutigen Altstadtmauer zurückgenommen wurde, wurde aus dem „Bogen“ ein Stadttor, der Vorläufer des heutigen Dungtors. Al-Muqaddasi erwähnt als erster den Namen dieses Tors: Bab al-Balat. Das könnte „Palasttor“ heißen, weil hinter diesem Tor Kalifenpaläste standen. Der spätere arabische Name „Maghrebinertor“ bezieht sich auf das Maghrebinerviertel, das sich bis 1967 vor der Klagemauer befand (heute Western Wall Plaza).

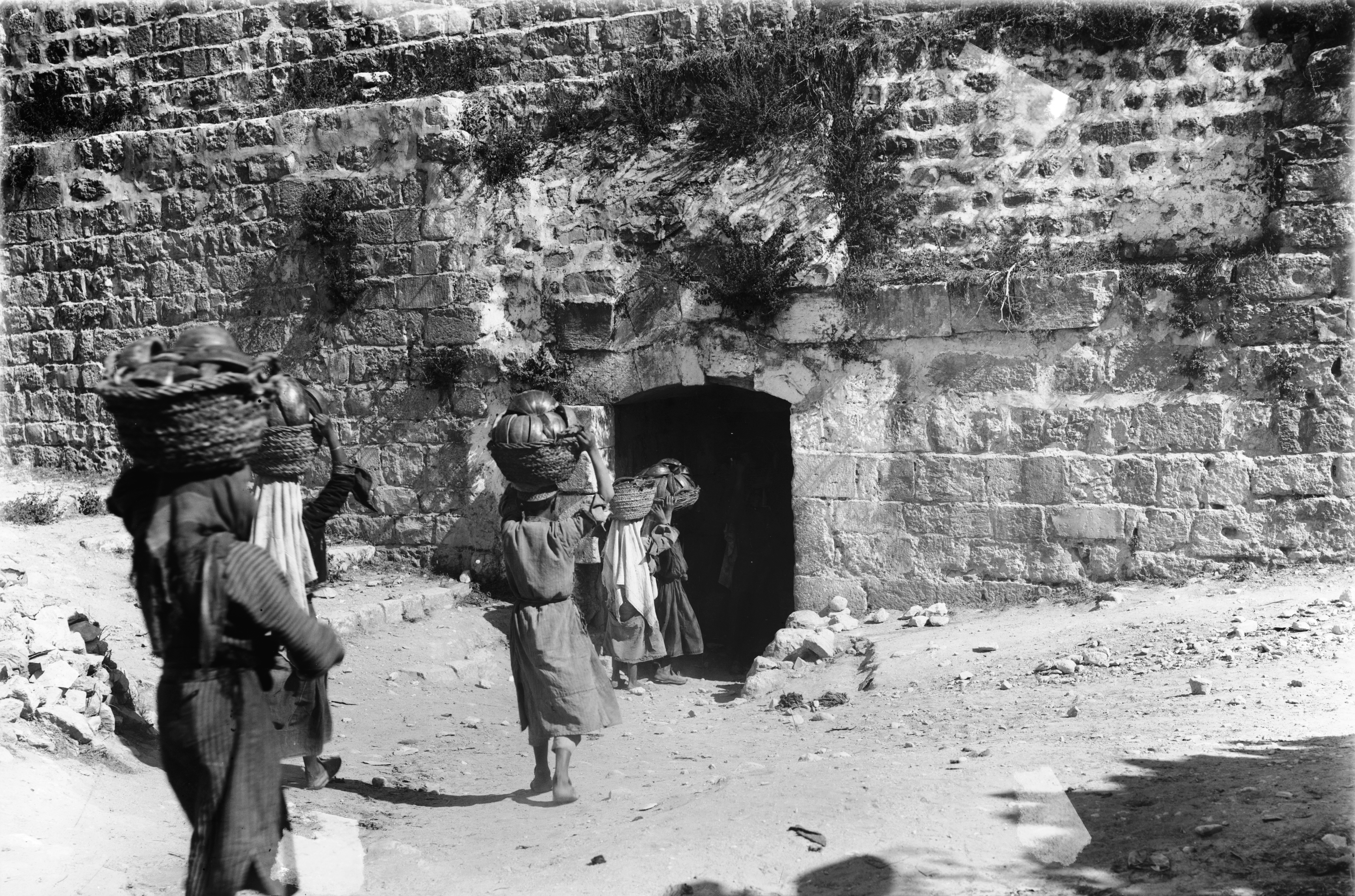
Gerbertor zwischen 1940 und 1946

Eine verwitterte Stifterinschrift bezeugt, dass Süleyman das Dungtor im Jahr 1540/41 erbauen ließ. Es wurde jedoch 1948 unter jordanischer Verwaltung erweitert, als das Jaffator für den Verkehr geschlossen wurde. Seine heutige Form erhielt es 1985 unter Bürgermeister Teddy Kollek. Aufgrund der Vergrößerung können seitdem auch Kraftfahrzeuge (sogar Busse) durch das Dungtor zur Western Wall Plaza vor der Klagemauer gelangen. Vom Tor Süleymans ist über dem Türsturz von 1985 noch der mit Kissen gestaltete gebrochene Bogen und eine Rosette zu sehen. Im Giebelfeld befand sich ein sechszackiger Stern, der unter jordanischer Verwaltung entfernt wurde.
Nur 20 m vom Dungtor entfernt befindet sich ein kreuzfahrerzeitliches Torhaus. Der schmucklose Durchgang (das Gerbertor) war in osmanischer Zeit zugemauert, wurde aber wieder geöffnet.